# نيكولا بوبوفيتش
نيكولا بوبوفيتش هو لاعب كرة قدم صربي في مركز الهجوم، ولد في 31 مايو 1994 في بور في صربيا. لعب مع نابريداك كروشيفاتس.

## وصلات خارجية
- نيكولا بوبوفيتش على موقع قاعدة بيانات كرة القدم.إي يو (الإنجليزية)
- نيكولا بوبوفيتش على موقع Soccerway.com (الإنجليزية)